# Петров Іраклій Харлампійович
Іраклій Харлампійович Петров (нар. 25 січня 1944, Ґантіаді, Грузинська РСР) — радянський український футболіст грецького походження, нападник. Майстер спорту СРСР з 1970 року.

## Життєпис
Батько Хараламб Петрігіс народився в Греції, в 1914 році переїхав до Грузії. Прізвище «Петров» взяв через острах, що його як іноземця можуть вислати.
Розпочав грати в футбол на шкільному спортмайданчику в селі Ґантіаді Дманісского району. У 1957 році став учнем спортінтернату в Тбілісі. Після закінчення навчання грав у «Механізаторі» (Поті) в першості Грузії. Після призову в армію потрапив у спортроту в Баку. У 1966 році, під час проведення чемпіонату Збройних Сил, Іраклія помітили тренери одеського СКА, який тоді виступав в елітному дивізіоні радянського футболу (I група класу «А»), і забрали в команду. Зіграв у вищій лізі 11 матчів.
22 травня 1968 року Іраклій забив м'яч за дубль СКА на виїзді проти «Суднобудівника» й програв з рахунком 1:2. І вже 29 травня провів в основному складі «Суднобудівника» всі 90 хвилин поєдинку проти кишинівської «Молдови». У 1968 році «Суднобудівник» йшов до першого місця, яке надавало право боротися за вихід у I групу класу «А». Того року Петров забив у чемпіонаті 21 м'яч і став найкращим бомбардиром «Суднобудівника».
У 1971 році Юрій Войнов, який тренував «Суднобудівник» перейшов у полтавський «Будівельник» і забрав Петрова з собою. У 1973 році нові тренери пішли на омолодження складу, а Петров завершив кар'єру й перейшов на тренерську роботу.
З 1974 року по теперішній час в Полтаві тренує заводські команди: спочатку заводу газорозрядних ламп, потім заводу медичного скла. Регулярно брав участь в обласній першості, неодноразово ставав призером всеукраїнських змагань на призи «Робітничої газети».

## Досягнення
- Півфіналіст Кубку СРСР — 1969
- Учасник фінальних матчів за вихід до вищої ліги СРСР — 1968
- Найкращий бомбардир «Суднобудівника» сезону 1968 року (22 м'ячі).